# Tèlef
|  | Per a altres significats, vegeu «Tèlef Evèrgetes». |

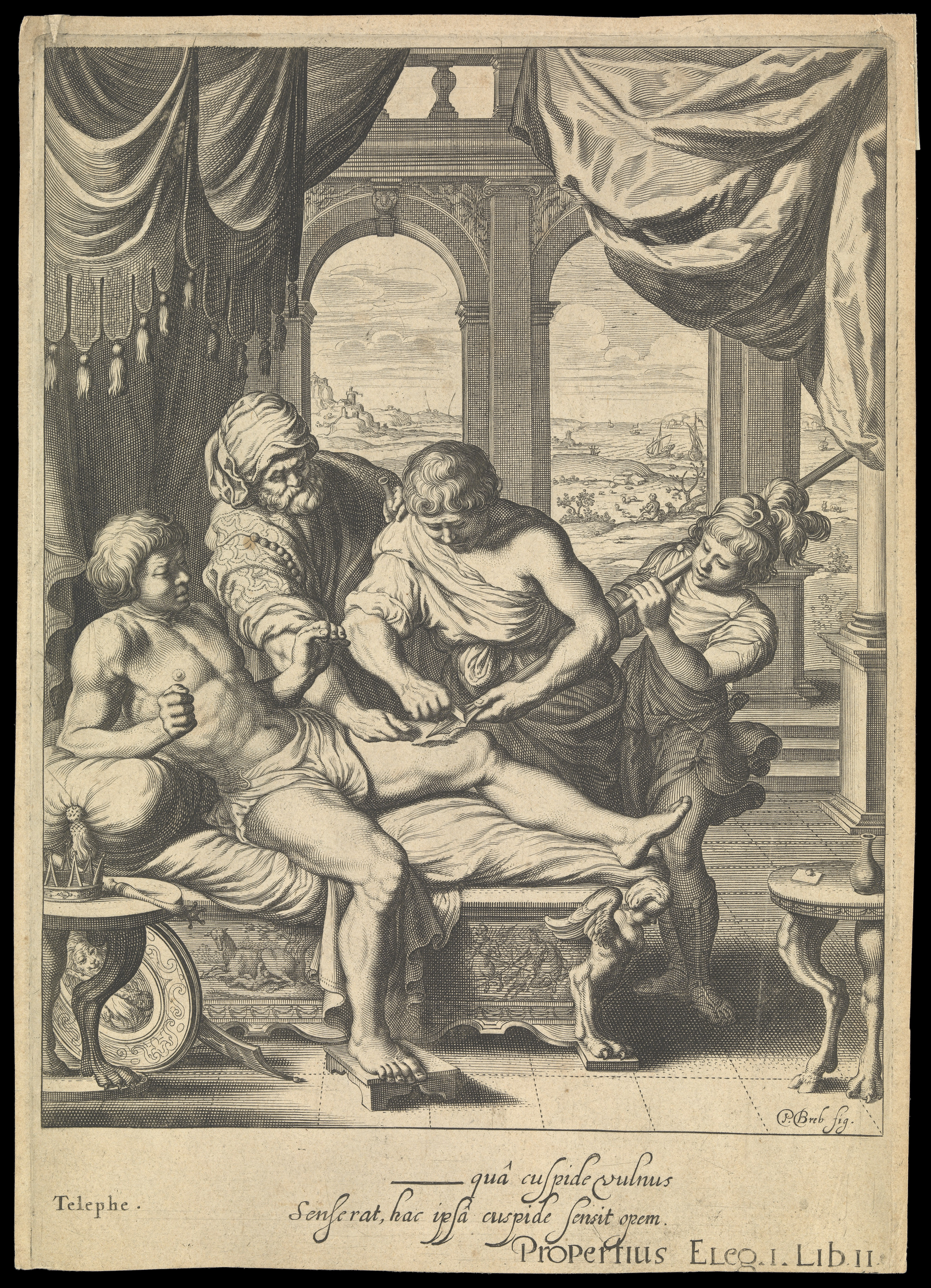
Tèlef curat pel rovell de la llança que el va ferir

Tèlef (grec antic: Τήλεφος, Tèlephos), d'acord amb la mitologia grega, fou un heroi grec, fill d'Hèracles i d'Auge. Sobre les circumstàncies del seu naixement hi ha dues versions. La primera diu que després del naixement del seu fill, Auge va ser abandonada per Àleu, el seu pare, al mar, dins d'un cofre, que va anar a la deriva i va arribar a Mísia, o bé Àleu va lliurar la seva filla a Naupli que la va donar a uns mercaders en comptes d'ofegar-la tal com se li havia dit, i Auge va ser venuda a Mísia al rei Teutrant, a la cort del qual va criar Tèlef.
Una altra versió diu que mentre la mare era abandonada al mar, Tèlef va ser abandonat al mont Parteni, on fou alimentat per una daina fins que uns pastors el trobaren i el portaren al rei Còrit, que l'adoptà. De gran, matà per accident dos oncles seus, Hipòtous i Pereu, i aconsellat per l'oracle s'exilià a Mísia, on va saber que la seua mare era l'esposa del rei Teutrant. Llavors, es posà al seu servei i Teutrant el nomenà successor.
Quan l'armada grega que anava cap a Troia desembarcà en el seu regne, Tèlef va córrer a rebutjar-la, però mentre lluitava ensopegà amb un cep i caigué. Aquil·les, llavors, li clavà la llança a la cuixa i el deixà ferit. Com que va passar molt de temps i la ferida no se li tancava mai, va consultar l'oracle, i aquest li revelà que la seua ferida només podia ser curada per l'arma que l'havia causada. Per tant, va anar a veure Aquil·les, i aquest, després d'aconseguir que Tèlef indiqués als grecs el millor camí per arribar a Troia, rascà el rovell de la seua llança i l'aplicà sobre la ferida, que es va curar aviat.
El seu fill Eurípil va anar al capdavant d'un contingent de tropes mísies a ajudar a Príam a la guerra de Troia, però va morir a mans de Neoptòlem.